# Fiat 600 Multipla
La Fiat 600 Multipla è un'automobile costruita da gennaio del 1956 alla primavera del 1967 dalla casa automobilistica torinese FIAT.

## Storia e descrizione
Progettata da Dante Giacosa, e presentata il 14 gennaio 1956 al XXXIX Salone di Bruxelles, la "600 Multipla" può di fatto essere considerata una delle antesignane del moderno concetto di monovolume. Dalla "600 Multipla" venne derivato il furgone "600T", prodotto dal 1961 al 1968, da cui deriverà a sua volta il furgone "850T".
Era basata sulla Fiat 600 e ospitava da quattro a sei persone, a seconda del tipo di modello.
La versione 4-5 posti, oltre al sedile anteriore per due persone, disponeva di un unico sedile posteriore-centrale e di un ampio spazio per i bagagli tra lo schienale e il vano motore; abbattendo i sedili, poteva essere trasformata in un letto matrimoniale lungo quasi due metri.

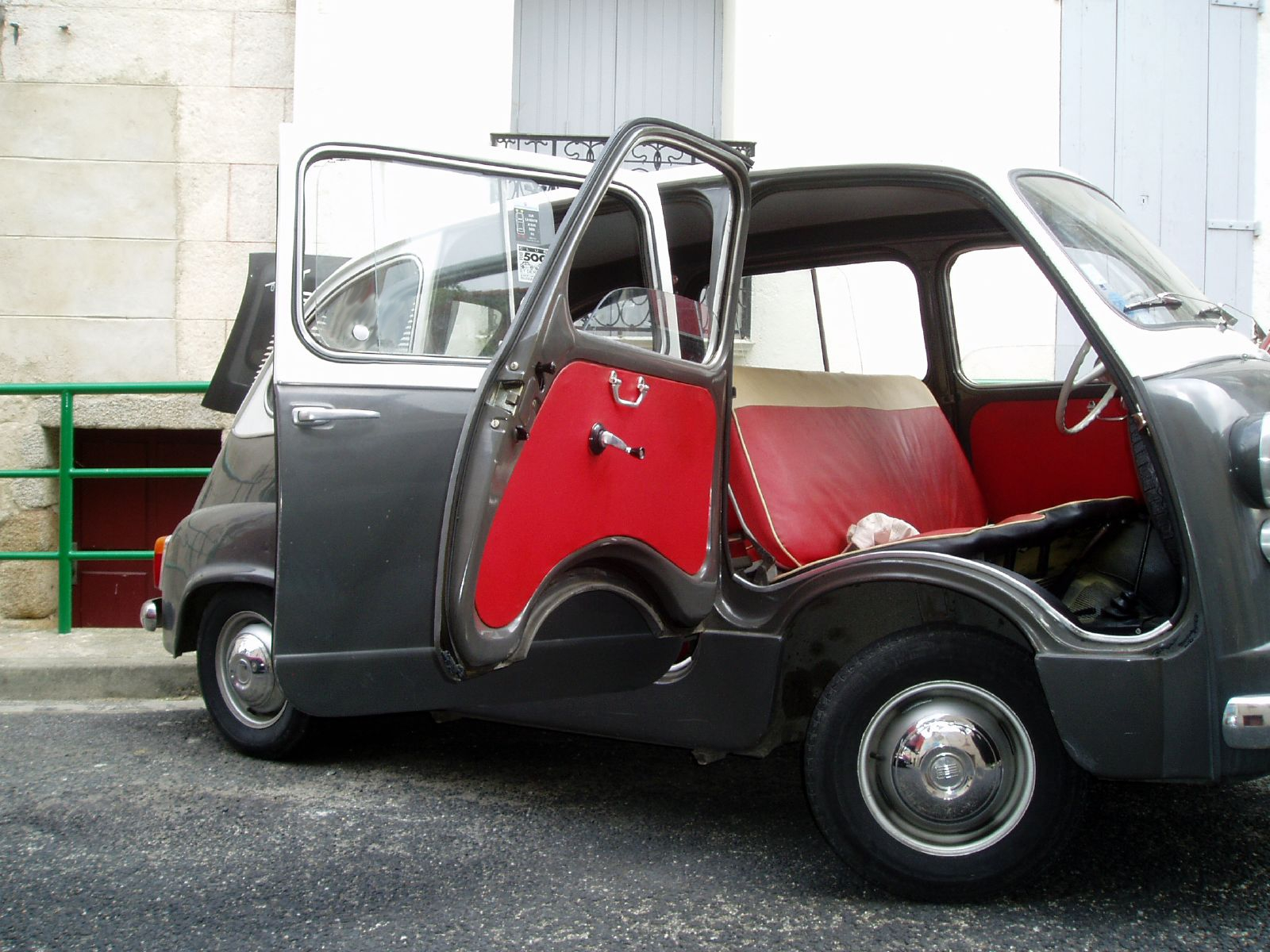
Le caratteristiche aperture

La versione 6 posti, oltre al sedile anteriore per due persone, disponeva di quattro sedili singoli ripiegabili disposti su due file; abbattendo i sedili si otteneva un piano di carico di oltre 1,75 metri quadrati, interamente sfruttabile, al quale si poteva comodamente accedere mediante le due porte, una per ogni lato.
La versione taxi disponeva anteriormente di un sedile solo per l'autista, al fianco del quale c'era una piattaforma con fondo gommato separata dal guidatore da un corrimano metallico e solitamente utilizzata per riporre i bagagli, ma che poteva essere trasformata in un rudimentale sedile ausiliario applicando una seduta rimovibile. Posteriormente montava invece un divanetto biposto posteriore e due strapuntini singoli estraibili, per ospitare fino a quattro passeggeri. Il vano dell'autista era separato dal vano passeggeri da una paratia, metallica nella parte inferiore e con due vetri scorrevoli nella parte superiore. Fissate alla parte metallica della paratia, ai lati della targhetta con la scritta ammonitrice "non sputare", si trovavano due ampie maniglie di sostegno, per permettere la presa ai passeggeri seduti sugli strapuntini e facilitare l'uscita dal veicolo ai passeggeri seduti sul divanetto posteriore. L'allestimento della versione taxi era completato dall'insegna luminosa posta sul tetto al di sopra del vano dell'autista (il cosiddetto "Pappagallo") in vetro nero con la dicitura "TAXI" in bianco sul lato anteriore e in rosso sul lato posteriore e dal tassametro fissato sulla plancia. La colorazione di serie della FIAT per questa versione era verde scuro nella parte inferiore e nera nella parte superiore.

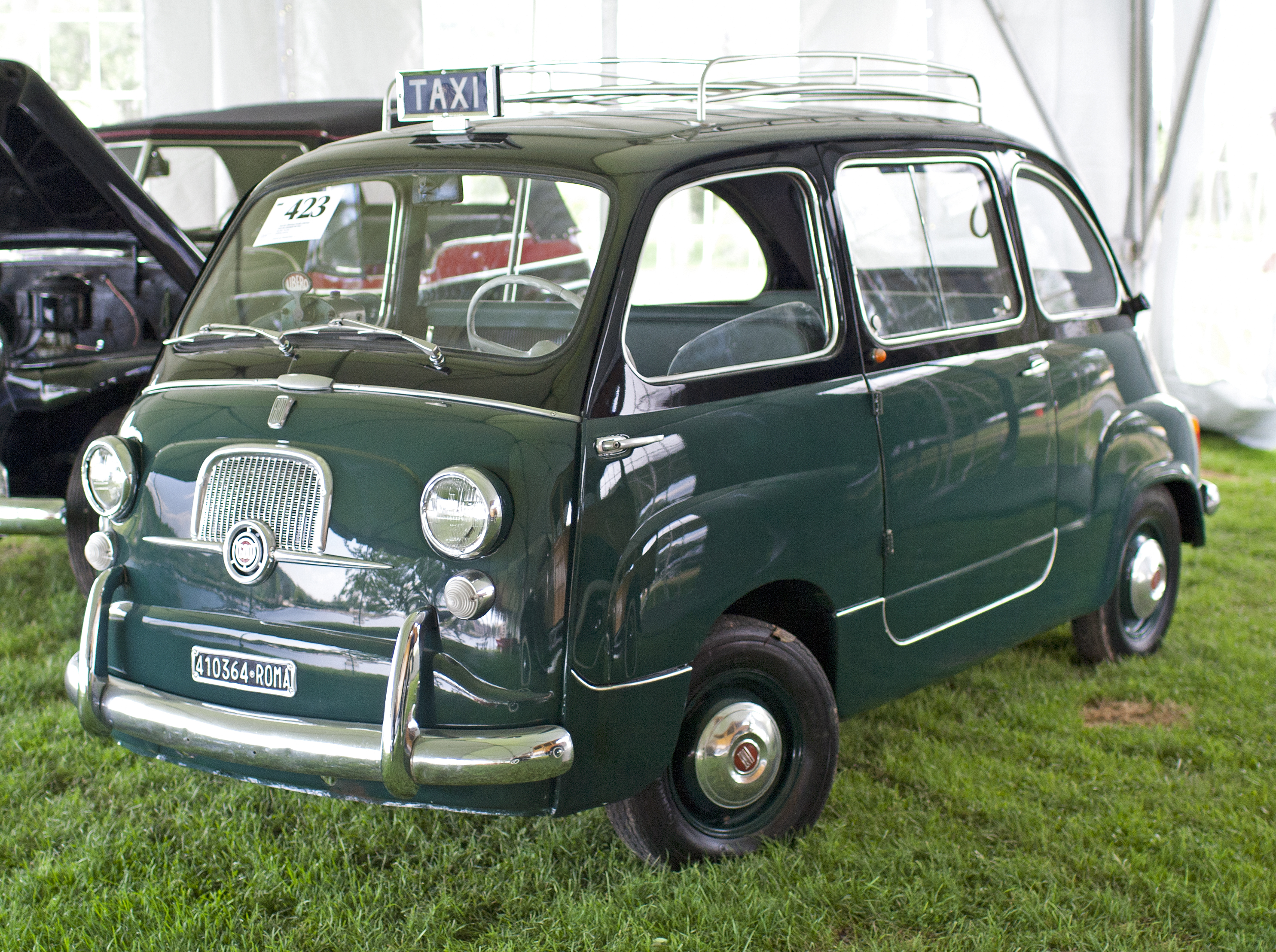
Fiat 600 Multipla Taxi

Il posto di guida rispetto alla Fiat 600 venne spostato in avanti, eliminando il volume centrale e conferendo alla struttura le sembianze di un'auto da lavoro. Ebbe notevole successo come taxi negli anni sessanta e come piccolo pulmino economico. Nelle sue campagne pubblicitarie la casa produttrice puntava molto anche sul concetto, a quei tempi quasi rivoluzionario, di un'autovettura destinata anche al tempo libero, al camping e ai vari hobby.
La prima serie monta un motore di 633 cm³, aumentato di cilindrata per la seconda serie (600 D Multipla) a 767 cm³ a partire dalla fine estate 1960.
La denominazione "Multipla" venne ripresa dalla FIAT, parecchi anni più tardi, in occasione della presentazione e produzione di un'altra vettura, la "Nuova Fiat Multipla", che offriva sei posti di serie e che ottenne lo stesso spiccato successo dell'antenata nel campo del trasporto pubblico.